# John Cavendish
John Cavendish de Cavendish (c. 1346 - 15 de junio de 1381) era originario de Cavendish, Suffolk, Inglaterra. Él y su pueblo de origen dieron el nombre Cavendish a las familias aristocráticas de los duques de Devonshire, Newcastle y Portland.

## Biografía
John Cavendish era descendiente de Robert de Gernon, que vivió durante el reinado de Enrique I.
Sir John Cavendish estudió abogacía y se erigió como presidente del Tribunal Supremo de Inglaterra y Gales. Fue elegido rector de la Universidad de Cambridge.
Como presidente del Tribunal Supremo se vio obligado a suprimir la revuelta de los campesinos de 1381. Al término de la cual, Wat Tyler, el líder de la revuelta, fue detenido por el entonces alcalde de Londres, William Walworth. Durante las negociaciones el 15 de junio, el segundo hijo de Sir John Cavendish, dio muerte a Wat Tyler, aunque el alcalde confirmó que sólo le hirió en el cuello. Como resultado de este malentendido, el padre, Sir John Cavendish, fue perseguido por los campesinos. Llegó hasta la misma puerta de la Iglesia de Santa María, donde imploró asilo en sagrado. Esto le fue en vano y fue conducido a la plaza del mercado  y decapitado por una multitud enardecida por Jack Straw el 15 de junio de 1381.
La Iglesia de Santa María se benefició del legado hecho por Sir John, con el que pudo ver su presbiterio renovado.
Su biznieto, Sir William Cavendish, sería a su vez el abuelo de:
- Arabella Estuardo, que se postularía como posible sucesora al trono de Inglaterra y Gales en 1603.
- William Cavendish, I duque de Newcastle-upon-Tyne.
- William Cavendish, cuyo hijo, se convertiría a su vez en el I duque de Devonshire.